# 쾌권괴초
《쾌권괴초》(快拳怪招, Enter Three Dragon)는 대만에서 제작된 강홍 감독의 1978년 액션, 드라마 영화이다. 거룡 등이 주연으로 출연하였고 등격은 등이 제작에 참여하였다. 이 영화는 주연으로 출연한 거룡의 데뷔 영화 작품이기도 하다.

## 출연

### 주연
- 거룡
- 장일도

### 조연
- 고비
- 양사
- 장력
- 장정의
- 양성오
- 강도
- 양소화
- 팡예
- 산괴
- 리하이성
- 두소명
- 알렉산더 그랜드
- 임자호
- 양택림
- 마이페이훙
- 임극명
- 기호쇠
- 금패령
- 맥가리

## 기타
- 출품인: 여행린
- 출품인: 등격은
- 조연출: 하지강
- 무술연출: 양소송
- 무술연출: 임자호